# Al McIntosh
Alan Cunningham McIntosh (Al McIntosh) (7 ottobre 1905 – 23 luglio 1979) è stato un giornalista statunitense, redattore del Rock County Star-Herald di Luverne, Minnesota.
È stato presidente della Minnesota Newspaper Association nel 1949. In suo onore questa associazione assegna a coloro che hanno dimostrato un eccezionale impegno nel campo del giornalismo lo "Al McIntosh Distinguished Service to Journalism Award".
| Controllo di autorità | VIAF (EN) 33906985 · ISNI (EN) 0000 0000 4079 8644 · LCCN (EN) n2007035457 |